# Bacia do Paraná-Etendeka

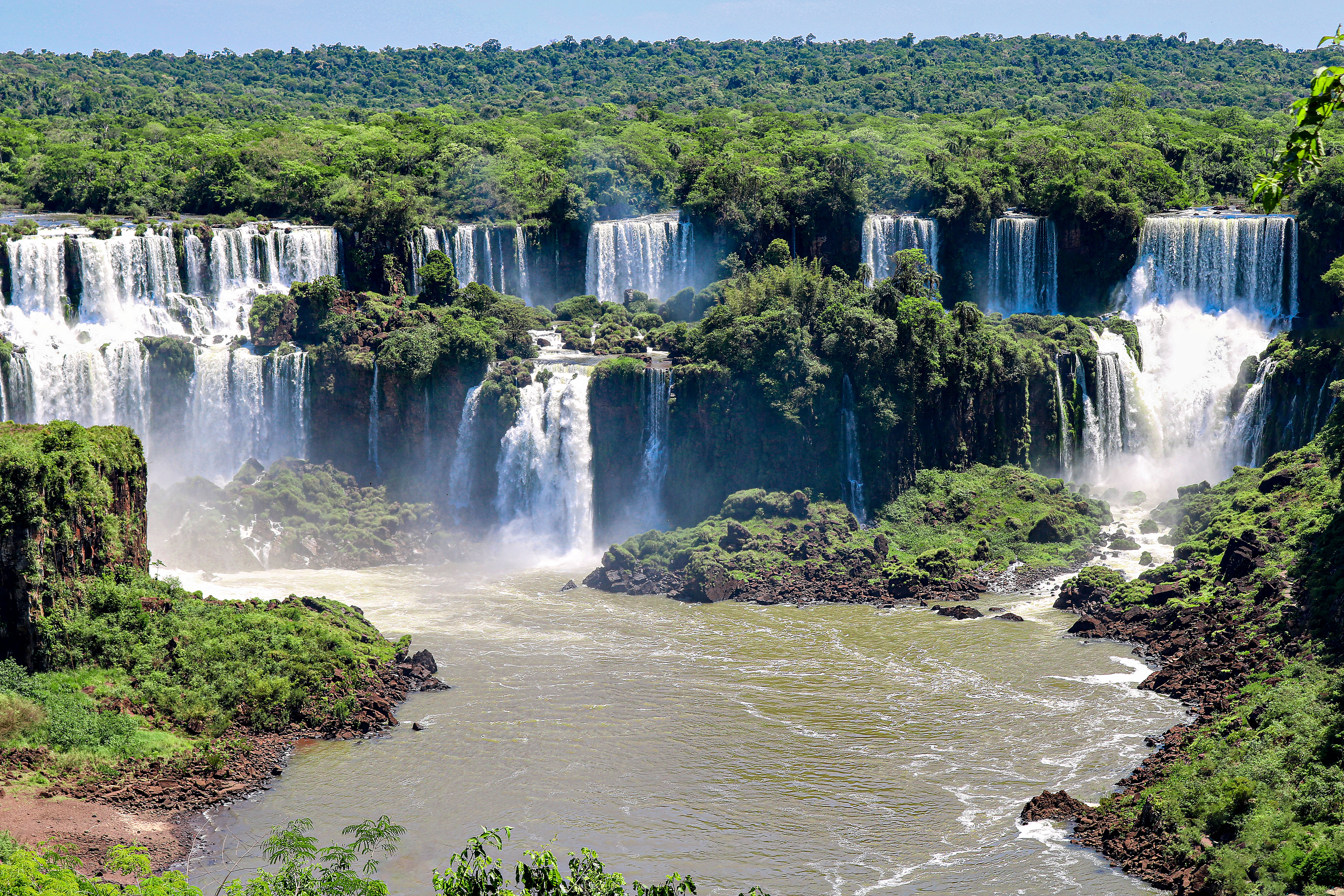
Afloramentos da Formação Serra Geral no Parque Nacional de Iguaçu

A Bacia do Paraná-Etendeka é entidade geológica que recobre toda a porção centro-oriental da América do Sul, estendendo-se a até o noroeste da Namíbia, oeste do Continente Africano.
A entidade geológica está estabelecida sobre um domínio de rochas de idade Neoproterozóica (650 a 540 Ma), composto por uma grande área de composição granito-gnáissica denominada como Província Mantiqueira, a qual estende-se ao longo da costa brasileira, desde o sul da Bahia até o Uruguai. Na porção sudeste desta Província, correspondendo ao Rio Grande do Sul e Santa Catarina, ocorre um grande batólito de rochas graníticas multintrusivas e polifásicas, denominadas como Cinturão Dom Feliciano, que correspondem às rochas mais antigas da costa leste da bacia. Esta entidade geológica contém uma das maiores províncias ígneas continental existentes (LIPS).
A bacia do Paraná-Etendeka apresenta características geológicas semelhantes no Continente Africano e América do Sul, sendo um dos argumentos utilizados como indicador da presença de um grande continente, pré abertura do oceano Atlântico e da deriva continental, denominado de Gondwana.